# جون وليامز (موسيقي)
جون وليامز (بالإنجليزية: Johnny Williams)‏ هو موسيقي وعازف بيانو أمريكي، ولد في 28 يناير 1929 في وندسور في الولايات المتحدة، وتوفي في 15 ديسمبر 2018.